# تايلور هولينغسوررث
تايلور هولينغسوررث (بالإنجليزية: Taylor Hollingsworth)‏ هو مغن مؤلف وملحن أمريكي، ولد في 12 مايو 1980 في برمنغهام في الولايات المتحدة.

## وصلات خارجية
- الموقع الرسمي